# 金谷則幸
金谷 則幸（かなや のりゆき、1976年7月7日 - ）は愛知県出身の元社会人野球選手、野球指導者。

## 経歴
名古屋市立今池中学校時代には「東山クラブ」に所属。
豊田大谷高校では2年夏に1年上のエース平田洋を擁して県大会ベスト4まで進出。亜細亜大学に進学、1年秋から外野手としてもリーグ戦に出場。4年次に井端弘和の後を受けて二塁手に定着すると4年春秋でリーグ優勝、ベストナイン。
同期には同郷の赤星憲広がいた。その後はJTに入社、第75回都市対抗野球大会ではベスト4に進出して優秀選手。チームの休部で地元のJR東海に移籍、ここでは大学からJTを通じて1年後輩であった中須賀諭と再びチームメイトになった。引退後はコーチを務める。